# Fiji International
Die Fiji International sind im Badminton die offenen internationalen Meisterschaften der Fidschi-Inseln. Neben den Australian Open und den New Zealand Open sind sie eines der bedeutendsten Badmintonturniere in Ozeanien.

## Die Sieger
| Saison    | Herreneinzel      | Dameneinzel               | Herrendoppel                      | Damendoppel                             | Mixed                             |
| --------- | ----------------- | ------------------------- | --------------------------------- | --------------------------------------- | --------------------------------- |
| 1990      | Eric Yee          | Lorraine Marr             | Dennis Fong Eric Yee              | Lorraine Marr N. Punja                  | Dennis Fong Lorraine Marr         |
| 1997      | David Icke        | Lia Mapa                  | Ryan Fong Burty Molia             | Lia Mapa Claire Moynihan                | Alan Adams Lia Mapa               |
| 1999      | Murray Hocking    | Rayoni Head               | Peter Blackburn Denis Constantin  | Rhonda Cator Amanda Hardy               | Peter Blackburn Rhonda Cator      |
| 2000      | Cedric Grosjean   | Burty Molia Filivai Molia | Karyn Whiteside                   | Felicitas Mat Cheer Kit Lorraine Mar    | Burty Molia Karyn Whiteside       |
| 2001      | Burty Molia       | Karyn Whiteside           | Burty Molia Filivai Molia         | nicht ausgetragen                       | Burty Molia Karyn Whiteside       |
| 2002      | John Moody        | Karyn Whiteside           | Burty Molia Filivai Molia         | Felicitas Mat Cheer Kit Karyn Whiteside | Burty Molia Karyn Whiteside       |
| 2003      | Stuart Brehaut    | Lenny Permana             | Burty Molia Filivai Molia         | Lenny Permana Kellie Lucas              | Stuart Brehaut Kellie Lucas       |
| 2004      | John Moody        | Karyn Whiteside           | John Moody Mark Robertson         | nicht ausgetragen                       | John Moody Lynne Scutt            |
| 2005      | Conrad Hückstädt  | Valeria Rivero            | Glenn Warfe Ross Smith            | Valeria Rivero Lynne Scutt              | Fabien Kaddour Valérie Sarengat   |
| 2006      | Ismail Saman      | Sutheaswari Mudukasan     | Ashley Brehaut Aji Basuki Sindoro | Ang Li Peng Lim Pek Siah                | Aji Basuki Sindoro Eva Ratanasena |
| 2007      | Marco Vasconcelos | Michelle Chan             | Ryan Fong Burty Molia             | Renee Flavell Michelle Chan             | Craig Cooper Renee Flavell        |
| 2010      | Rosario Maddaloni | Agnese Allegrini          | Rosario Maddaloni Giovanni Traina | Andra Whiteside Danielle Whiteside      | Arnaud Franzi Johanna Kou         |
| 2011      | Wesley Caulkett   | Andra Whiteside           | Wesley Caulkett Raymond Tam       | Cécile Kaddour Johanna Kou              | Brent Munday Ashleigh Karl        |
| 2012 2024 | nicht ausgetragen | nicht ausgetragen         | nicht ausgetragen                 | nicht ausgetragen                       | nicht ausgetragen                 |